# بنبان غوياني
بنبان غوياني (الاسم العلمي: Trachinotus cayennensis) (بالإنجليزية: Cayenne pompano)‏ هو نوع من الأسماك يتبع جنس البنبان من فصيلة الشيميات.